# Governo provvisorio della Tracia occidentale

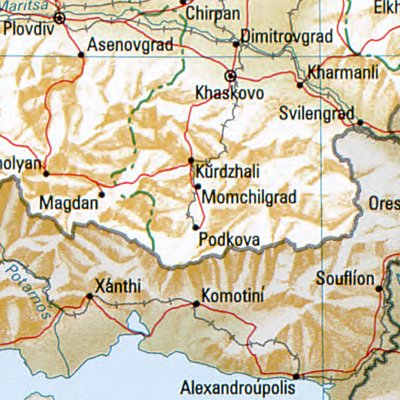
Mappa della regione di Komotini, in Grecia, su una mappa contemporanea della regione. Gümülcine (in bulgaro Гюмюрджина, traslitterato Gjumjurdžina), il nome bulgaro-turco della città, ha dato il nome alla "Repubblica di Gümülcine"(in bulgaro: Гюмюрджинска република, traslitterazione internazionale Gjumjurdžinska republika), che è ancora oggi il nome usato in Bulgaria per designare la Repubblica della Tracia occidentale.

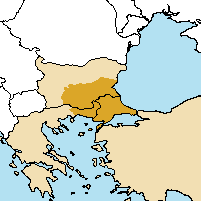
Situazione della Tracia su una mappa che mostra i confini attuali: la Tracia settentrionale si trova nel sud della Bulgaria, nei Monti Rodopi e nella pianura della Tracia, la Tracia occidentale si trova nella Grecia nord-orientale e la Tracia orientale costituisce la parte europea della Turchia.

Il Governo provvisorio della Tracia occidentale (in turco ottomano: غربی تراقیا حكومت موقتهس / Garbî Trakya Hükûmet-i Muvakkatesi), dopo il cambio di nome ufficiale Governo indipendente della Tracia occidentale (in turco ottomano: غربی تراقیا حكومت مستقله سى / Garbî Trakya Hükûmet-i Müstakilesi), è stata un'entità statale della Tracia occidentale e la prima repubblica nella storia turca.
I turchi della Tracia occidentale lo chiamarono anche Repubblica turca della Tracia occidentale (in turco: Batı Trakya Türk Cumhuriyeti). La sua capitale era Gümülcine (nome turco della città di Komotini, oggi in Grecia), motivo per cui veniva chiamato anche Repubblica di Gümülcine. Venne fondato dalla maggioranza dei musulmani, soprattutto turchi e pomacchi. Il Governo non ha goduto di alcun riconoscimento internazionale. Fino alla prima guerra balcanica la Tracia occidentale faceva parte dell'Impero ottomano, che durante questo conflitto perse quasi tutti i suoi territori balcanici, inclusa la Tracia occidentale.
Il Governo era sostenuto dall'Impero ottomano, ma anche e soprattutto dalla Grecia, che ne rivendicava il territorio in base al concetto irredentista della megali idea. Al termine della guerra la Bulgaria chiese la fine di questo Governo, che ebbe l'effimera durata di 56 giorni, rappresentando essenzialmente una reazione contro il dominio dell'elemento bulgaro nella regione.

## Storia

### Contesto
Durante la prima guerra balcanica (1912-1913), diretta contro l'Impero ottomano, l'esercito bulgaro riuscì a conquistare tutta la Tracia. Tuttavia, durante la seconda guerra balcanica (21 giugno - 10 agosto 1913), le truppe bulgare dovettero ritirarsi dalla regione, dirigendosi verso ovest, contro la Grecia e la Serbia. Solo l'amministrazione militare istituita dopo il Trattato di Londra del 30 maggio 1913 rimase al suo posto.
Il 27 luglio 1913 l'esercito bulgaro iniziò a ritirarsi da Gümülcine per ragioni strategiche, perché minacciato da un attacco greco in direzione di Momčilgrad, al passo di Makasa (a sud del villaggio di Podkova). Il 28 luglio la popolazione di Gümülcine si ribellò all'amministrazione bulgara e il 2 agosto le truppe greche di Porto Lago conquistarono la città.

### Creazione del Governo provvisorio
Il Trattato di Bucarest del 10 agosto 1913 pose la Tracia occidentale sotto la sovranità bulgara, che se da un lato fu rifiutata dalle popolazioni turche e greche che vi vivevano, dall'altro fu accettata dai governi ottomano e greco. Di fronte alla minaccia del ritorno delle truppe bulgare, i cecchini di Edirne guidati dal leader Eşref Kuşçubaşı appartenente al Teşkilat-ı Mahsusa (servizio segreto dei Giovani Turchi) entrarono nella Tracia occidentale e crearono un'organizzazione militare di turchi e pomacchi. Alcune fonti affermano che il governo sia stato istituito dal Teşkilât-ı Mahsusa su ordine di Enver Pasha per impedire che la regione venisse conquistata dai bulgari. Anche i greci consegnarono le armi agli insorti, che presero il controllo di Gümülcine il 31 agosto. Lo stesso giorno, Hoca Salih Efendi proclamò il governo provvisorio della Tracia occidentale (in turco ottomano Garbî Trakya Hükûmet-i Muvakkatesi), di cui fu dichiarata capitale la città di Gümülcine. Süleyman Askeri divenne capo di stato maggiore generale. La bandiera del Governo, che simboleggia la libertà (colore bianco), le atrocità commesse nei Balcani (colore nero), l'Islam (colore verde) e la nazione turca (mezzaluna e stelle), venne issata il 31 agosto a Gümülcine e il 1º settembre a İskeçe (oggi Xanthi). Furono stampati francobolli e venne composto un inno nazionale chiamato Ey Batı Trakyalı. Il governo, che comprendeva anche un greco e un ebreo, rappresentava tutti i gruppi della popolazione della regione, ad eccezione dei bulgari cristiani. Successivamente, il governo affidò a Samuel Karaso, di fede ebraica, la creazione di un'agenzia di stampa. Il quotidiano Müstakil / Indépendant venne pubblicato in turco e francese. Tuttavia, il nuovo governo era visto dai governi ottomano e bulgaro come contrario ai loro interessi. La Sublime porta riportò indietro i cecchini e chiese che il governo cedesse il potere. Il 25 settembre 1913 il governo cambiò il nome in Governo indipendente della Tracia occidentale (in turco ottomano: Garbî Trakya Hükûmet-i Müstakilesi) e dichiarò di agire da allora in poi in modo completamente indipendente dal governo ottomano. Lo stesso giorno Eşref Kuşçubaşı scrisse una lettera in tal senso alla Sublime porta. La Grecia aveva precedentemente ceduto al nuovo stato i porti di Dedeağaç (Alessandropoli) e Feres, che traboccavano di rifugiati bulgari dalla Tracia occidentale e dall'Anatolia, volendo così evitare una guerra tra Bulgaria e Impero ottomano che in quel periodo conducevano dei negoziati a Costantinopoli. La Grecia promise anche di consegnare le armi al nuovo stato della Tracia occidentale.

### Dissoluzione
Il Trattato di Costantinopoli venne finalmente firmato il 29 settembre 1913 tra la Bulgaria e l'Impero ottomano. Con lo sgomento dei funzionari del Governo la Sublime porta riconobbe la sovranità bulgara sulla Tracia occidentale. Tra i motivi di questa politica della Sublime porta, va segnalato il timore di un'invasione russa nell'Anatolia orientale nel caso in cui non fosse stata firmata una pace con la Bulgaria, nonché la pressione esercitata dal ministro delle Finanze Mehmet Cavit Bey in favore di un trattato con la Bulgaria, al fine di ottenere credito dalla Francia. Enver Paşa, partigiano della Repubblica della Tracia orientale, malvolentieri, non svolse alcun ruolo politico in questo momento.
Il Governo fu invitato a cedere alla Bulgaria il potere che esercitava sulla Tracia occidentale. Ahmet Cemal Paşa si arrese all'inizio dell'ottobre 1913 riuscendo a convincere il governo e la popolazione ad accettare questa cessione.
Il 19 ottobre l'esercito bulgaro, accompagnato da ufficiali turchi, entrò nella Tracia occidentale. I resti delle unità bachi-bouzouk e delle rivolte armate cercarono di opporsi, ma furono spazzati via. Il 25 ottobre, dopo aver preso il controllo del territorio, il governo bulgaro rivolse un manifesto alla popolazione, promettendo una pacifica convivenza di tutte le etnie.
Il Governo cessò di esistere dopo appena 56 giorni. La sua bandiera è oggi la bandiera non ufficiale dei turchi della Tracia occidentale, che sono cittadini della Grecia sin dalla firma del Trattato di Sèvres nel 1920. Essi rappresentano l'unico gruppo della popolazione turca a non essere stato colpito dagli scambi di popolazione seguiti al Trattato di Losanna (1923) e godono dello status di minoranza religiosa.

## Popolazione

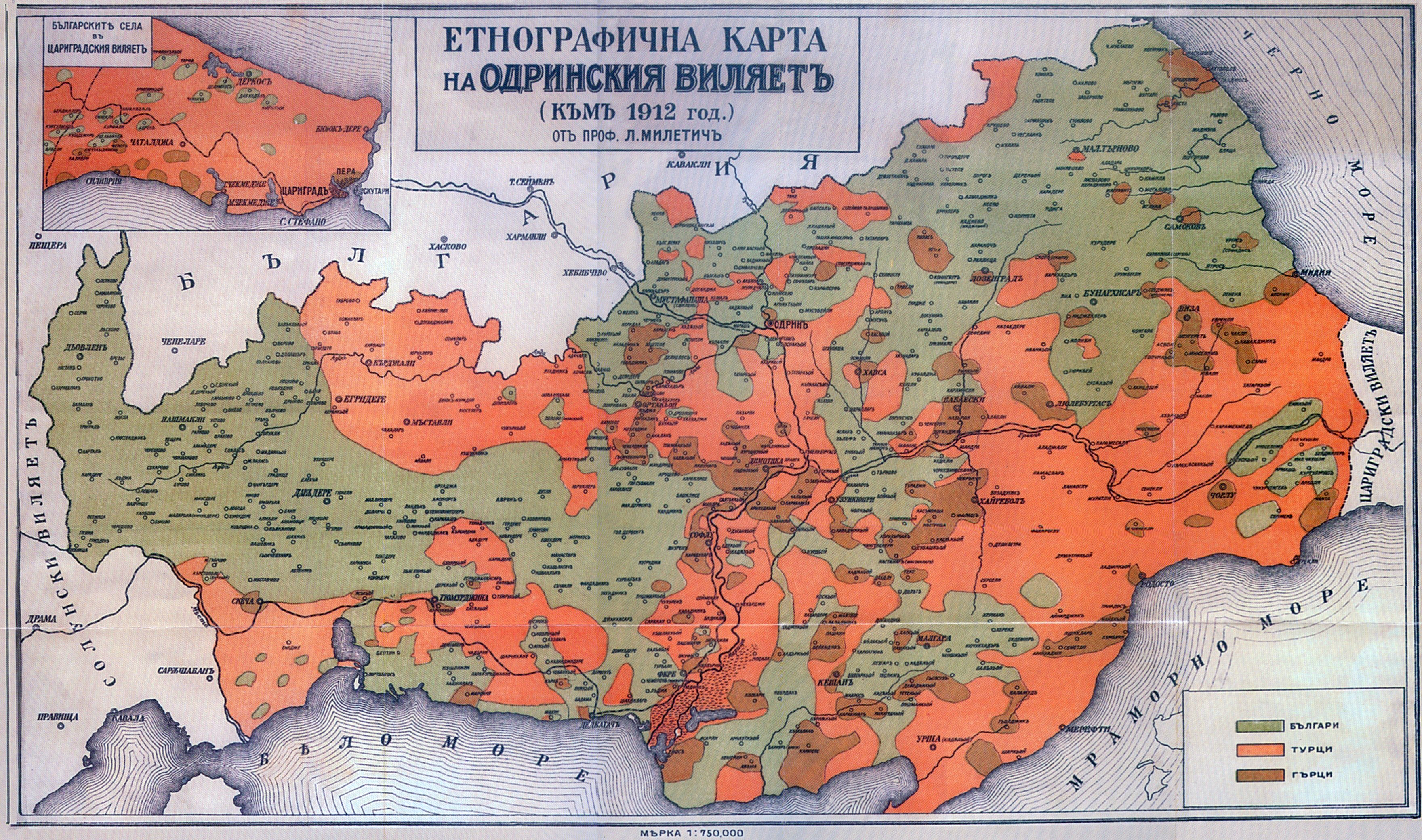
Carta etnografica del Vilayet di Edirne intorno al 1912, di Ljubomir Miletič (1918). In verde : Bulgari, In rosso : Turco, marrone : In marrone Greci.

Non ci sono dati affidabili sulla composizione etnica del territorio prima del 1912. L'amministrazione ottomana produceva statistiche solo sulla base dell'appartenenza religiosa e non dell'etnia. Secondo stime prudenti, circa 180.000 bulgari (cristiani e musulmani) vivevano prima delle guerre balcaniche nella Tracia occidentale. Durante queste guerre, anche i musulmani furono cristianizzati con la forza. La popolazione totale della Tracia occidentale nel 1913 era di circa 234 700.La composizione etnica e religiosa era la seguente:
| Governo provvisorio della Tracia occidentale | Governo provvisorio della Tracia occidentale | Governo provvisorio della Tracia occidentale |
| -------------------------------------------- | -------------------------------------------- | -------------------------------------------- |
|                                              | Numero                                       | Percentuale                                  |
| Totale                                       | 234 700                                      | 100                                          |
| Musulmani (turchi, bulgaru, rom, etc.)       | 185 000                                      | 78,82                                        |
| Bulgari ortodossi                            | 25 500                                       | 10,86                                        |
| Greci ortodossi                              | 22 000                                       | 9,37                                         |
| Ebrei, Armeni                                | 2 200                                        | 0,94                                         |